# Brent Hughes (Eishockeyspieler, 1943)
Brent Alexander Hughes (* 17. Juni 1943 in Bowmanville, Ontario) ist ein ehemaliger kanadischer Eishockeyspieler, der im Verlauf seiner aktiven Karriere zwischen 1959 und 1979 unter anderem 457 Spiele für die Los Angeles Kings, Philadelphia Flyers, St. Louis Blues, Detroit Red Wings und Kansas City Scouts in der National Hockey League (NHL) sowie 290 weitere für die San Diego Mariners und Birmingham Bulls in der World Hockey Association (WHA) auf der Position des Verteidigers bestritten hat.

## Karriere
Hughes erlebte zwischen 1959 und 1962 eine wechselhafte Juniorenzeit, in der er über einen Zeitraum von vier Jahren für drei verschiedene Teams in der Ontario Hockey Association (OHA) spielte. Zunächst ging er für die Toronto Marlboros aufs Eis, anschließend – nach einer einjährigen Pause vom Eishockeysport – lief der Verteidiger für die St. Catharines Teepees und St. Catharines Black Hawks auf.
Da der Abwehrspieler während seiner Juniorenkarriere ungedraftet geblieben war, versuchte er mit Beginn der Saison 1963/64 bei den New Haven Blades aus der Eastern Hockey League (EHL) im Seniorenbereich Fuß zu fassen. Mit seinen Leistungen empfahl er sich für die folgende Spielzeit für ein Engagement bei den Minneapolis Bruins aus der Central Professional Hockey League (CPHL), deren Kooperationspartner Boston Bruins aus der National Hockey League (NHL) ihn unter Vertrag genommen hatte. Es benötigte einen Wechsel in die Organisation der Detroit Red Wings und zwei weitere Spieljahre bei deren Farmteam, den Memphis Wings aus CHL, sowie einige Einsätze bei den Pittsburgh Hornets aus der American Hockey League (AHL), um sich in der Folge einen Platz in der NHL zu erarbeiten. Dies gelang ihm im Trikot der Los Angeles Kings, die ihn im NHL Expansion Draft 1967 ausgewählt hatten. Die NHL beendete mit der Erweiterung des Teilnehmerfeldes die Ära der Original Six.
Bei den LA Kings verblieb Hughes insgesamt drei Spielzeiten und spielte dort regelmäßig, nachdem er in seinem ersten Jahr auch Partien für das Farmteam Springfield Kings in der AHL absolviert hatte. Im Mai 1970 wurde er im Tausch für Mike Byers an die Philadelphia Flyers abgegeben. Im ambitionierten Kader der Flyers war für den Defensivspieler ebenfalls öfter kein Platz, so dass er in den AHL-Farmteams spielen mussten. Dennoch gehörte er der Organisation etwas länger als zwei Spielzeiten an. Im Dezember 1972 wurde er gemeinsam mit Pierre Plante für André Dupont und einem Drittrunden-Wahlrecht NHL Amateur Draft 1973 zu den St. Louis Blues transferiert, wo er bis zum Oktober 1973 aber lediglich zehn Spiele bestritt. Es folgte ein weiterer Transfer, in dem er von St. Louis an die Detroit Red Wings verkauft wurde. Jedoch fand der 30-Jährige auch in Detroit keine sportliche Heimat. Obwohl er mit 22 Scorerpunkten seine Karrierebestmarke aus der Saison 1971/72 bestätigte, blieb er für den NHL Expansion Draft 1974 von den Red Wings ungeschützt, so dass ihn die neu gegründeten Kansas City Scouts auswählten. Die Spielzeit 1974/75, die er damit bei seinem fünften NHL-Team verbrachte, stellte sein letztes Jahr in der Liga dar.
Vor der Saison 1975/76 entschied sich der Kanadier in die als Konkurrenzliga zur NHL aufgebaute World Hockey Association (WHA) zu wechseln. Dort hielten sein April 1974 die San Diego Mariners die Transferrechte an seiner Person, nachdem er im WHA General Player Draft im Februar 1972 von den New York Raiders ausgewählt worden war und die Organisation anschließend nach Kalifornien umgesiedelt worden war. Hughes stand somit zum Beginn der Spielzeit und für die folgenden zwei Jahre für die Mariners auf dem Eis, bis San Diego im Juni 1977 den Spielbetrieb einstellte. Er wechselte daraufhin innerhalb der Liga als Free Agent zu den Birmingham Bulls. Diese verließ er im Verlauf der Spielzeit 1978/79. Der Mittdreißiger ließ daraufhin seine Karriere, die er in der Saison 1979/80 beendete, bei den Binghamton Dusters aus der AHL und den Cincinnati Stingers aus der Central Hockey League (CHL) ausklingen.

## Karrierestatistik
(Legende zur Spielerstatistik: Sp oder GP = absolvierte Spiele; T oder G = erzielte Tore; V oder A = erzielte Assists; Pkt oder Pts = erzielte Scorerpunkte; SM oder PIM = erhaltene Strafminuten; +/− = Plus/Minus-Bilanz; PP = erzielte Überzahltore; SH = erzielte Unterzahltore; GW = erzielte Siegtore; 1 Play-downs/Relegation; Kursiv: Statistik nicht vollständig)